# Men Nguyễn
Men Nguyễn hay Men The Master Nguyen là một người Mỹ gốc Việt, chơi bài poker nổi tiếng. Ông từng được tạp chí Card Player Magazine vinh danh với danh hiệu Thần bài và được bình chọn là một trong mười poker giỏi nhất thế giới và đoạt danh hiệu "The Master". 

## Sự nghiệp
Men Nguyễn tên khai sinh là Nguyễn Văn Mến, ông sinh năm 1954 tại Phan Thiết, Việt Nam.
| Năm  | Tournament                             | Prize (US$) |
| ---- | -------------------------------------- | ----------- |
| 1992 | $1,500 Seven-card stud                 | $120,600    |
| 1995 | $2,500 Seven-card stud hi-lo           | $96,000     |
| 1995 | $2,500 Limit Texas hold 'em            | $110,000    |
| 1996 | $2,500 Omaha hi-lo                     | $110,000    |
| 2003 | $5,000 Seven-card stud                 | $178,560    |
| 2003 | $1,500 Ace to Five Triple Draw Lowball | $43,520     |
| 2010 | $10,000 Seven-card stud                | $394,807    |